# Conservatorul din Luxemburg
Conservatorul din orașul Luxemburg (frz. Conservatoire de la Ville de Luxembourg, lux. Conservatoire vun der Stad Lëtzebuerg)  este un conservator în Luxemburg, în sudul Luxemburgului. Conservatorul a fost fondat în 1906, după ce o donație privată a făcut posibilă înființarea sa, care fusese mandatată în baza unui decret al Marelui Duce emis în 1904. Conservatorul are în prezent peste 2.600 de studenți, din 60 de țări, care studiază peste 5.000 de cursuri în total.
Acesta este situat în campusul Geesseknäppchen, împreună cu alte câteva instituții de învățământ; cea mai mare parte a campusului se află în Hollerich, dar partea de vest, în care se află Conservatorul, se află în cartierul Merl.
Necesitatea unei clădiri noi a apărut în anii '70 ca urmare a creșterii cererii. Piatra de temelie a clădirii de pe rue Charles Martel a fost pusă la 19 iunie 1981, ceea ce a dus la inaugurarea clădirii în 1984. Există o orgă Westenfelder în marele auditorium al conservatorului, prima orgă a unei săli de concert din Luxemburg. Acustica excelentă a auditoriului a atras o gamă largă de artiști, inclusiv Bernard Haitink, Mstislav Rostropovitch, Martha Argerich, Felicity Lott și Lazar Berman.
Conservatorul găzduiește, de asemenea, un muzeu al instrumentelor timpurii, o bibliotecă de specialitate, o bibliotecă de muzică și o arhivă mare de lucrări muzicale.